# کلاین گرونهورن
کلاین گرونهورن (به لاتین: Klein Grünhorn) یک کوه در سوئیس است که در کانتون وله واقع شده‌است. کلاین گرونهورن ۳٬۹۱۳ متر بالاتر از سطح دریا واقع شده‌است.